# Heiliger See (Potsdam)
Der Heilige See liegt im Stadtgebiet von Potsdam nordöstlich des Stadtzentrums zwischen der Berliner Vorstadt und dem Neuen Garten. Zusammen mit dem wesentlich tieferen, 1,6 Kilometer nördlicher liegenden Sacrower See und dem Groß Glienicker See bildet er eine Seenkette, die in einer eiszeitlichen Rinne liegt.

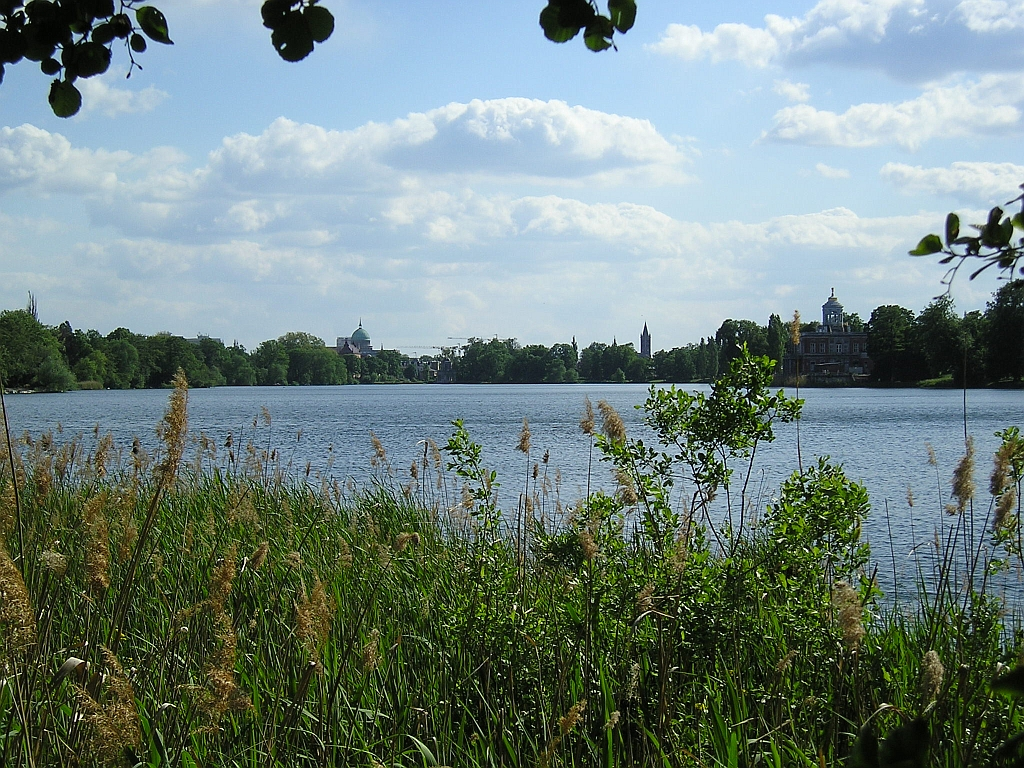
Blick von Norden über den Heiligen See

Durch seine malerische Lage inmitten der Parks und Schlösser von Potsdam mit dem Marmorpalais am Westufer und dem Schloss Cecilienhof unweit des nördlichen Ufers genießt er als Ausflugsziel und attraktive Wohngegend am Ostufer besondere Wertschätzung.
Seine längste Nord-Süd-Ausdehnung beträgt 1,33 Kilometer und die breiteste Stelle 400 Meter (durchschnittliche Breite 300 Meter). Im Bereich des Nordufers befinden sich (inoffizielle) Badestellen und Liegewiesen, die aufgrund ihres gepflegten Zustandes besonders unter FKK-Anhängern beliebt sind. An der Südspitze des Sees, kurz hinter dem Süd-Eingang zum Park, befindet sich direkt am Ufer die zweistöckige Gotische Bibliothek.
Der Heilige See besitzt keinen oberirdischen Zufluss, sondern wird durch Grundwasser gespeist. Über den Hasengraben im Norden hat er eine Verbindung zum Jungfernsee, der Teil der Havel ist. Der Hasengraben ist aufgestaut, um den Wasserspiegel hochzuhalten. Dies dient dem Schutz der hölzernen Gründungspfähle des Marmorpalais, die sonst teilweise freistehen und austrocknen würden und soll auch verhindern, dass Havelwasser, das eine schlechtere Qualität hat, in den See fließt. Insbesondere in den Sommermonaten seit 2017 verliert der See erhebliche Mengen an Wasser. Der Hasengraben ist im August 2022 fast trockengefallen.
Der See leidet unter einer starken Produktion von Biomasse (Laubfall), die am Grund durch Bakterien zersetzt wird, die den Sauerstoff verbrauchen. Im Sommer ist er in der Tiefe sauerstoffarm bis sauerstofffrei. In der warmen Jahreszeit besteht verstärkt die Gefahr eines „Umkippens“ des Sees.
Am Ostufer des Sees (Berliner Vorstadt) führen die Manger- und Seestraße entlang, an der sehenswerte Häuser liegen, die überwiegend als Wohnhäuser genutzt werden. Viele Häuser stehen unter Denkmalschutz. Exemplarisch werden angeführt das Landhaus Rubinski in der Seestraße 45, das Landhaus Prölls in der Seestraße 41–42 und die Villa Metz (von 1999 bis 2017 auch bekannt als „Villa Wunderkind“ von Modedesigner Wolfgang Joop) in der Seestraße 35–37.

## Siehe auch

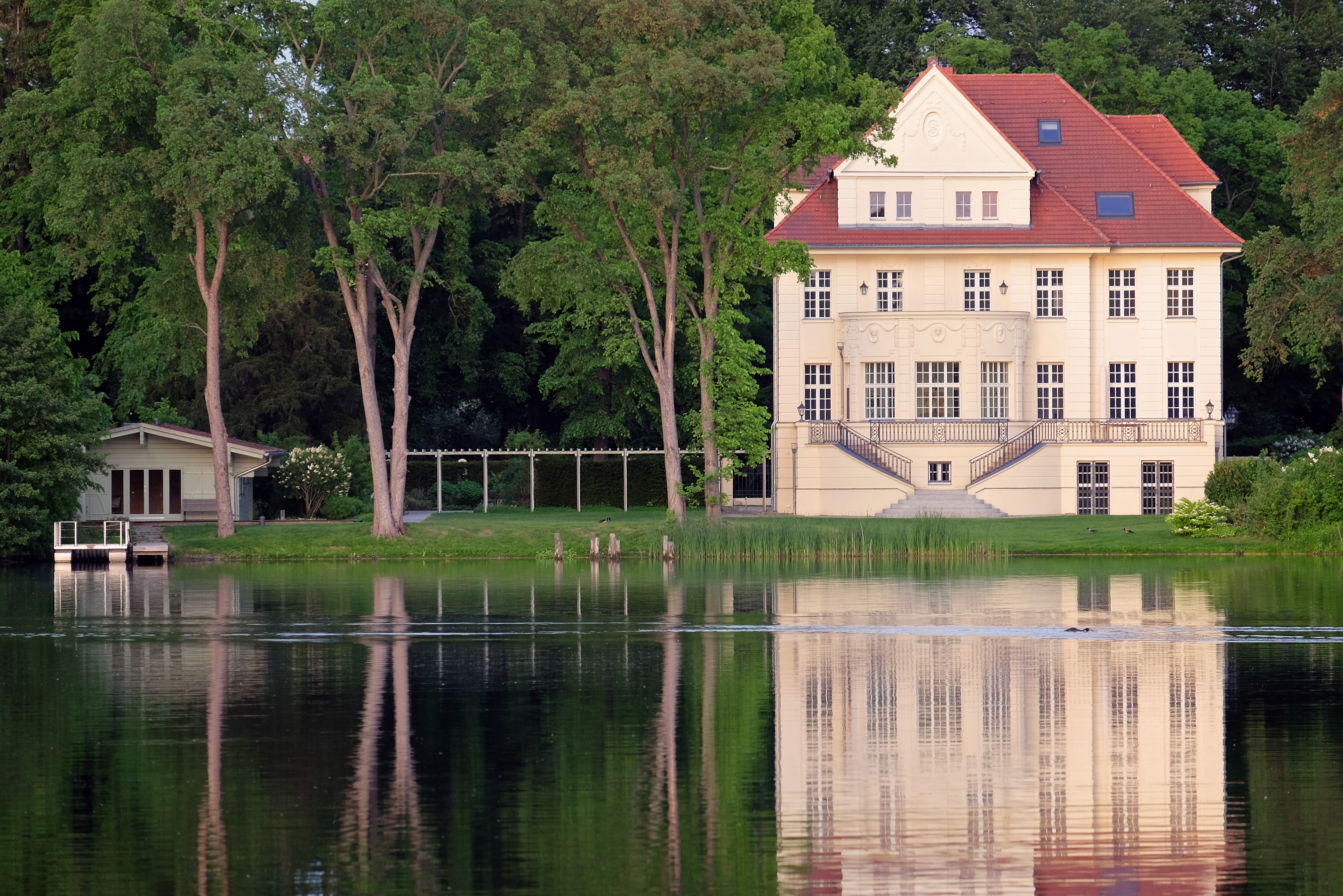
Landhaus Rubinski, (Seeseite)
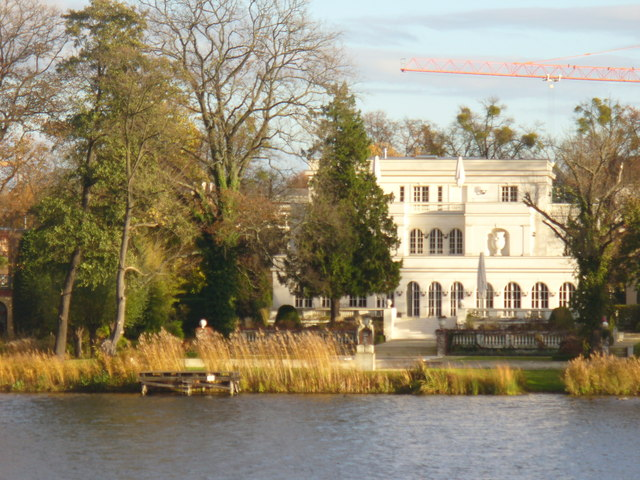
Villa Metz (Seeseite)
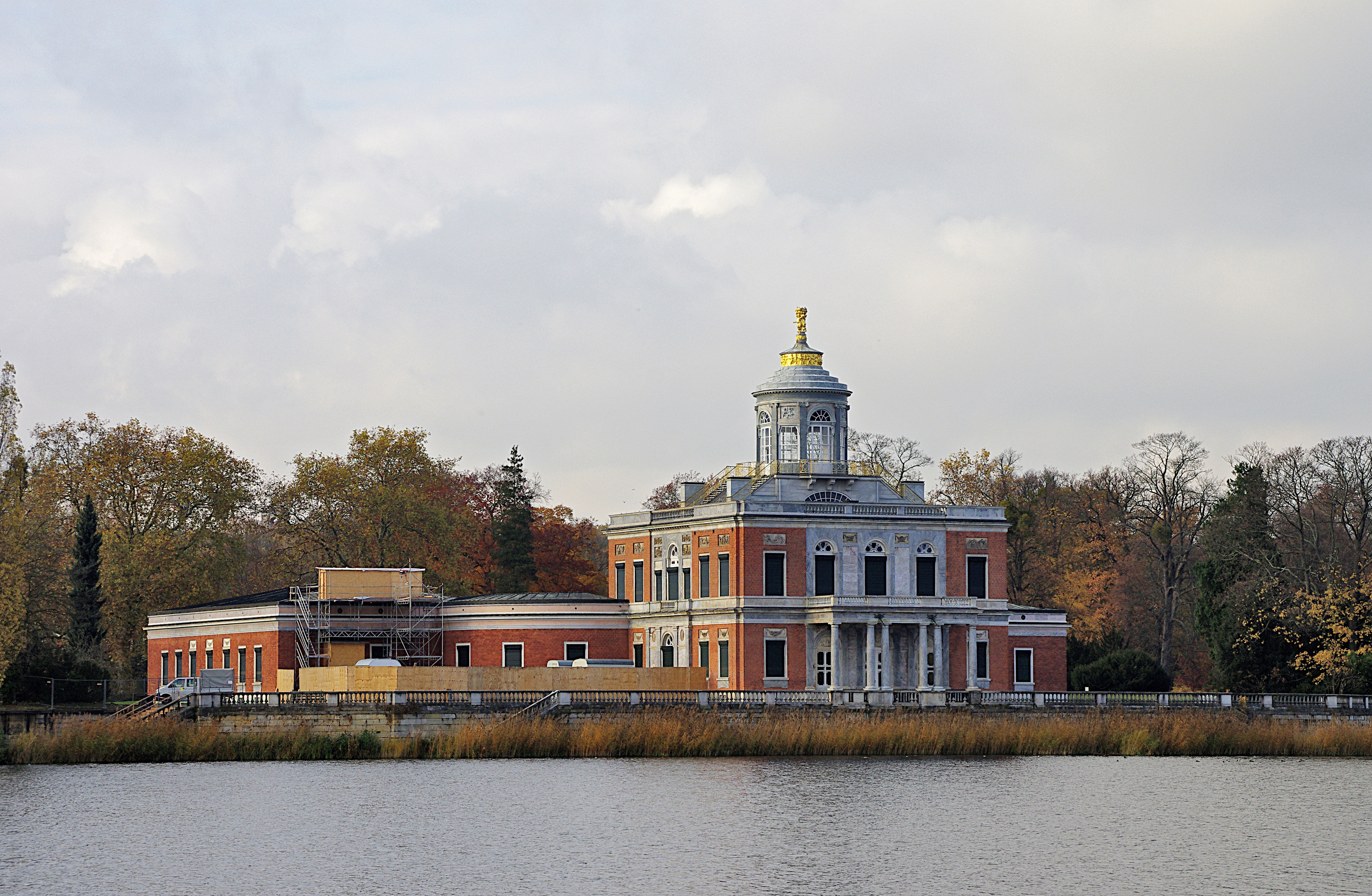
Marmorpalais (Seeseite)
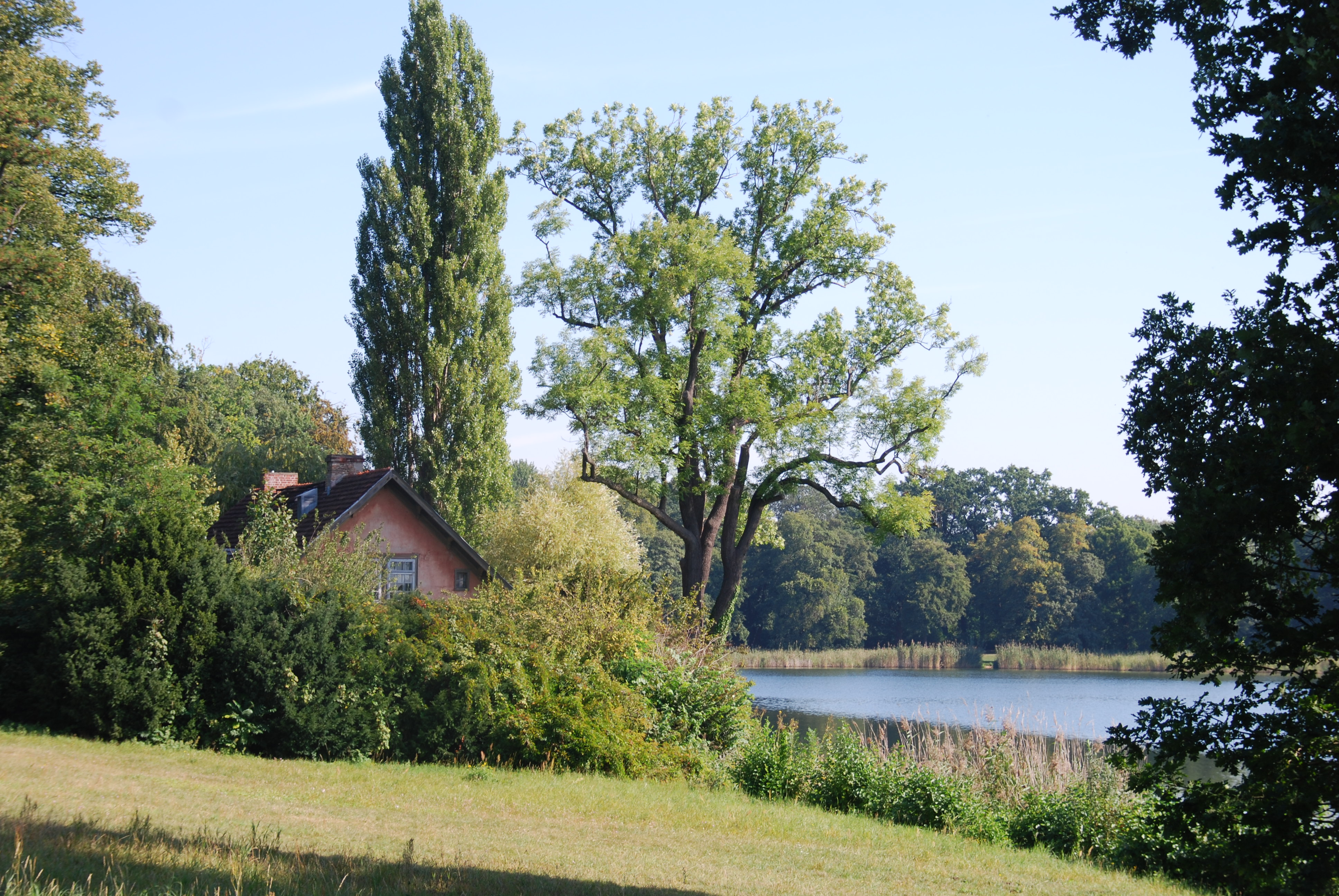
Heiliger See, im Vordergrund das Rote Haus
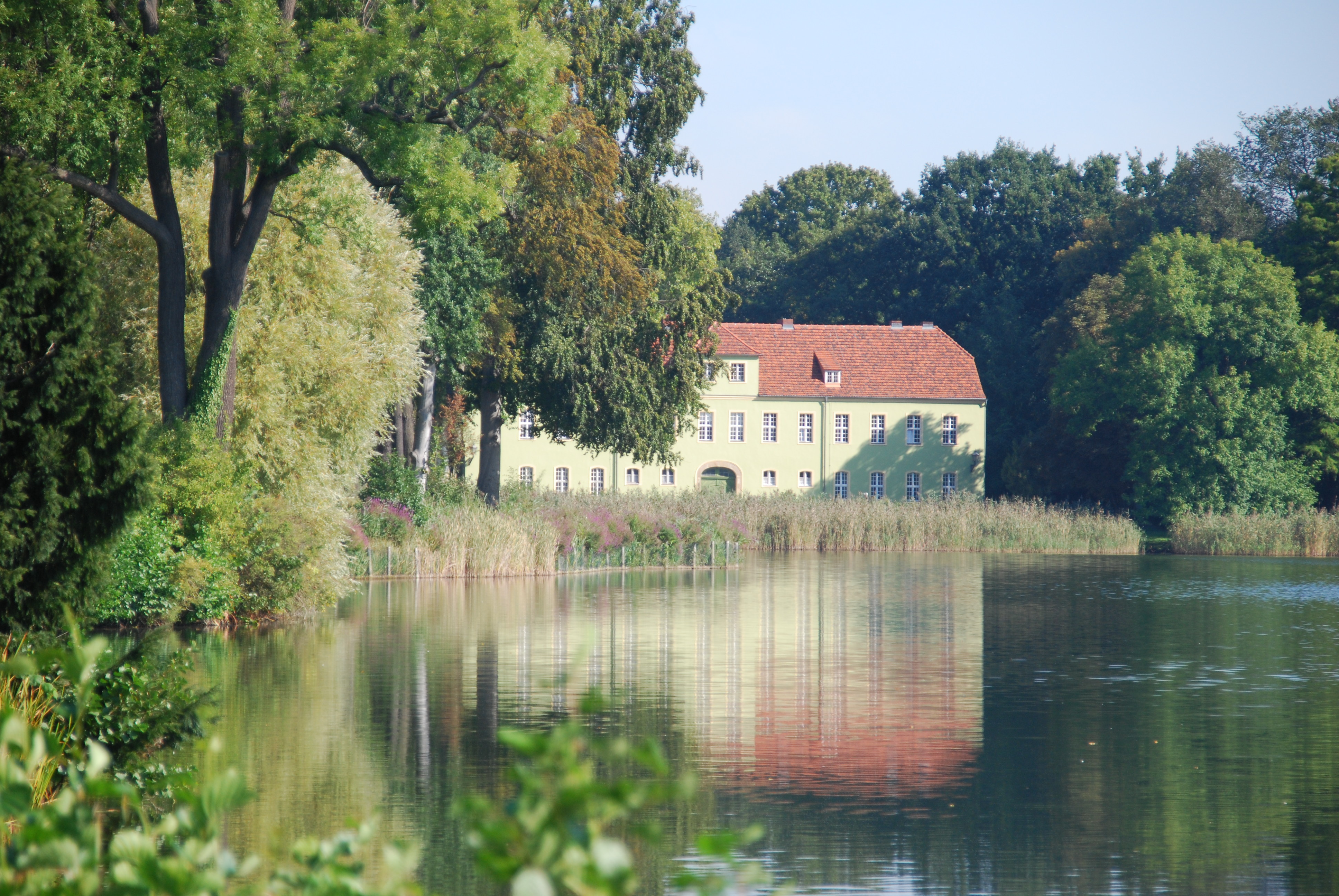
Heiliger See mit Grünem Haus
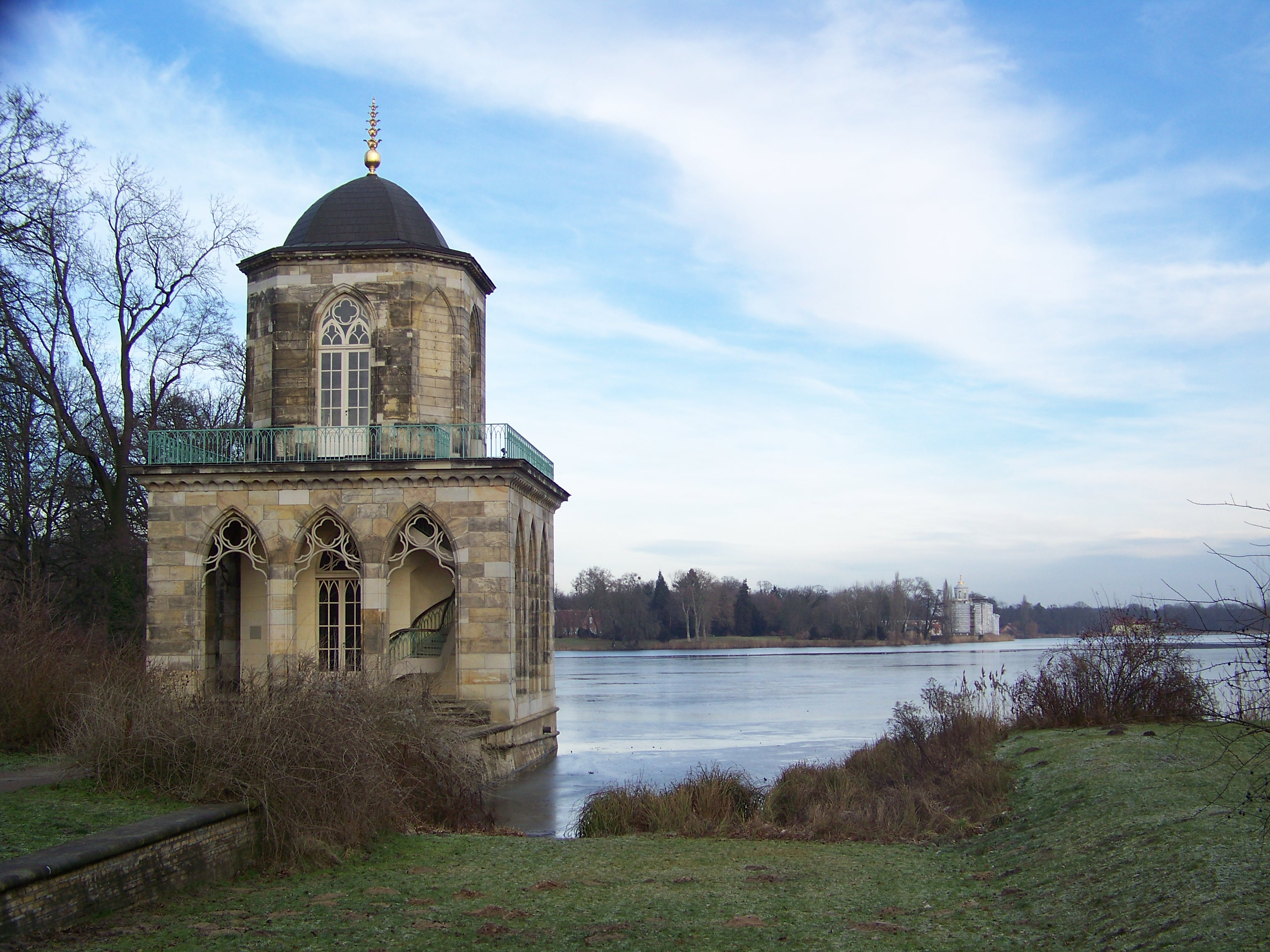
Seeufer mit der Gotischen Bibliothek.